# Српско просвјетно и културно друштво Просвјета
Српско просвјетно и културно друштво „Просвјета“ је основано 1902. године у Сарајеву са циљем очувања српске културе и идентитета у Босни и Херцеговини. Настало је као самоникла, класична демократска асоцијација добронамјерних грађана, поклоника своје националне културе и просвјете. По свом значају „Просвјета“ се дуже времена налазила одмах иза Српске православне цркве, а по неким активностима је чак и предњачила, одговарајући на специфичне потребе српске културе у 20. вијеку.

## Историјат

### Период 1902 - 1949.
Основано је у Сарајеву 1902. године у мултикултурном и мултиетничком окружењу Аустро-угарске монархије и убрзо је постало најзначајније српско удружење грађана. Док су у стварању првих културних друштава главну улогу имали учитељи и трговци, за оснивање друштва „Просвјета“ најзаслужнија је академски образована српска омладина, која се послије студија враћала у земљу и одмах укључивала у јавни живот. Прва организација српске интелигенције приступила је стварању новог типа удружења у области културног и просвјетног живота, заснованог на ширим концепцијама и усклађеном са стварним народним потребама. 
У то вријеме, најактивнија потреба је била пружање помоћи у школовању ђака и студената, јер је домаћа интелигенција веома споро стасала. Од окупације 1878. године до оснивања „Просвјете“, тј. за 24 године, гимназију у Босни и Херцеговини завршило је свега 70% домаћих гимназијалаца. Када је основана „Просвјета“, било је укупно око 30 Срба високошколаца у Босни и Херцеговини. 
У Сарајеву, 20. децембра 1901. године 29 српских интелектуалаца су упутили молбу земаљској влади да се оснује друштво „Просвјета“ које би пружало материјалну помоћ ђацима и студентима, те радило на просвјећивању народа БиХ.
Од самог оснивања СПКД „Просвјета“, па до забране њеног рада 1949. године, око друштва су се окупљали највећи интелектуалци тог времена: Петар Кочић, Алекса Шантић, Јован Дучић, Перо Слијепчевић, Григорије Петров, Јован Цвијић и други, који су не само својом великим стваралачком и креативном енергијом подстицали рад Друштва, већ су га као легатори и материјално помагали.
Ово културно друштво је забрањивано два пута у оба свјетска рата, а 1949. године у вријеме социјалистичког погледа на свијет, само је донијело одлуку о ликвидацији, да би се поново обновило 1990. године. Дјеловање и рад СПКД „Просвјета“ – Сарајево се од њеног оснивања 1902. године, па до коначне забране дјеловања националних друштва БиХ 1949. године може пратити у три различита државна уређења (период аустроугарске окупације БиХ, Краљевине Југославије и ФНР Југославије). Међутим, без обзира на турбулентне историјске прилике, када је рад Друштва прекидан, 1914. и 1941. године, зацртане смјернице и циљеви Просвјете, са неким модификацијама, углавном су остајали исти, односно њена приоритетна усмјерења: Школовање омладине, културно и просвјетно уздизање српског и осталих народа БиХ, оснивање библиотека, оснивање издавачке дјелатности и популаризација књига у народу и остале активности.

#### Период од 1993. године до данас
Обновљена је 1990. године на Видовдан, у сали Народне и универзитетске бибилиотеке у сарајевској Вијећници од стране групе интелектуалаца предвођених академиком Војиславом Максимовићем.  Без обзира на ратне услове који су владали у овом периоду, друштво је, захваљујући ентузијазму функционисало, тако што председник и главни одбор настављају рад у Фочи уз одборе на територији Републике Српске, као и у Тузли и Зеници.  Оснивачка Скупштина СПКД "Просвјете" - Сарајево одржана је у току ратне 1993. године и од тада делује самостално у односу на друштво у Републици Српској. Данас дјелују двије „Просвјете“, једна у Сарајеву, и друга са сједиштем у Источном Сарајеву са одборима широм Републике Српске. Институт за интелектуално власништво БиХ донио је 2013. одлуку којом је прогласио Српско културно-просвјетно друштво /СКПД/ "Просвјета", са сједиштем на Палама, за јединог правног сљедбеника назива и знака овог друштва са правом коришћења у БиХ.